# Orellán (Borrenes)
Orellán es una localidad española perteneciente al municipio de Borrenes, en la provincia de León, comunidad autónoma de Castilla y León.

## Geografía

### Ubicación
| Noroeste: Carucedo   | Norte: Borrenes    | Noreste: La Chana |
| Oeste: Las Médulas   |                    | Este: Voces       |
| Suroeste Las Médulas | Sur: Castroquilame | Sureste: Voces    |

## Demografía

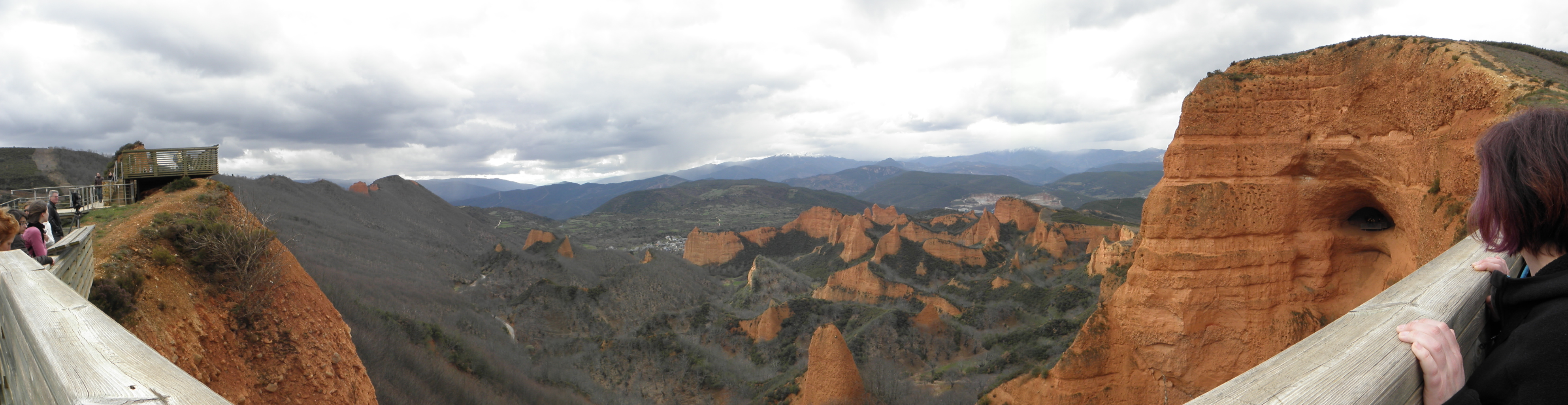
Las Médulas desde el mirador de Orellán

Evolución de la población
| Gráfica de evolución demográfica de Orellán entre 2000 y 2022      |
|                                                                    |
| Población de derecho (2000-2022) según el padrón municipal del INE |